# 六腳鄉
六腳鄉（白話字：La̍k-kha-hiong），舊稱「六家佃」，位於臺灣嘉義縣西部，北隔北港溪與雲林縣水林鄉、北港鎮為鄰，東鄰新港鄉，東南連太保市，西鄰東石鄉，南接朴子市，位置上緊臨嘉義都會區，屬同一生活圈。本鄉地處嘉南平原北部，地勢平坦，氣候屬熱帶季風氣候與副熱帶季風氣候的過渡帶，年均溫約22.8℃，蒜頭糖廠位於本鄉。

## 地名沿革

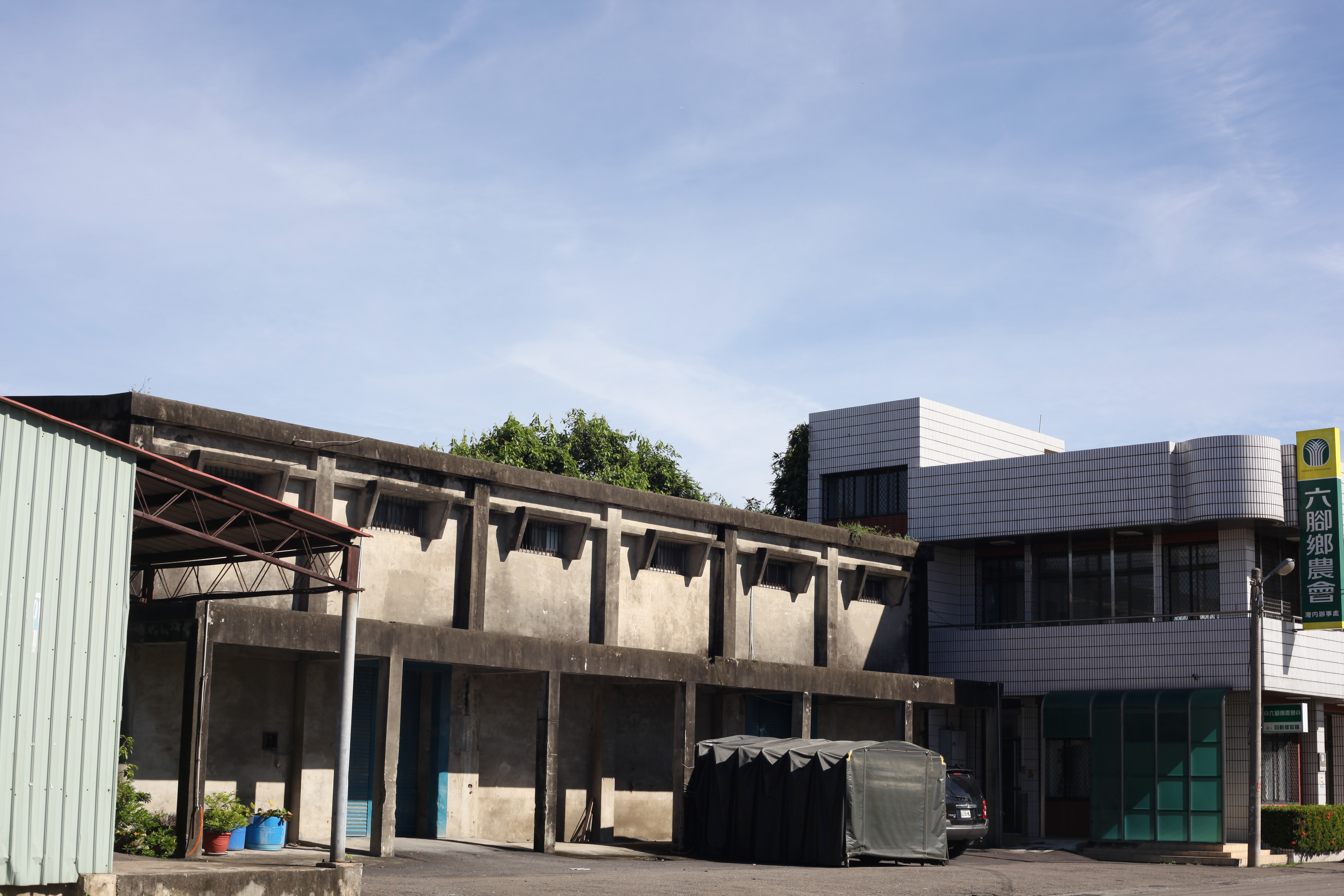
六腳鄉農會及所屬的倉庫

- 大塗師：原稱土獅仔庄，係清領「諸羅十七庄」之一，康熙十六年泉州府南安人魏善英、侯堪民等遷居此地，他們都是塗師（泥瓦匠），故名。
- 三姓寮：乾隆元年由泉州府南安的黃、陳、吳三姓拓成，故名。
- 港尾寮：原稱溪底仔，清康熙24年（西元1685年），泉州南安人黃放、李碧等人入墾港尾寮庄（今六腳鄉港美、豐美2村）。[7]清康熙末期黃鳳、黃怨、黃坐三兄弟福建泉州南安人入墾嘉義地區。[8]黃坐之子泉州府南安人黃璉、黃理、黃晃三兄弟於清乾隆四十年（1775年）再次來臺灣開墾，初於一溝尾（後壁溪）築寮以居而得名溝尾寮，日治時代，官方正式命名為港尾寮，港尾寮轄區由北邊的頂寮（屬豐美村）、東邊的新店（屬港美村）及莊內之豐美村、港美村等四個村落所組成。

## 歷史
六腳鄉舊稱「六家佃庄」，相傳清乾隆年間有六戶佃農至此開墾，遂以六家佃庄稱之，後因臺灣話「家」與「跤」（kha，在官話中為腳的意思）音近訛傳，遂改名「六腳佃」。日治時期1901年，分屬樸仔腳支廳「灣內區」、「六腳佃區」。1920年台灣地方改制，廢區置庄，合灣內、六腳佃兩區及樸仔腳區之下雙溪、溪墘厝為「六腳庄」，劃歸台南州東石郡管理，庄役場設於六腳，1921年8月9日遷至蒜頭。
戰後初期設置台南縣東石區六腳鄉，1950年改為嘉義縣六腳鄉至今。

## 人口
根據嘉義縣朴子戶政事務所統計，2024年底六腳鄉戶數約8.6千戶，人口約2萬人，鄉內人口最多與最少的村分別是蘇厝村與工廠村，2024年底兩村人口分別為1,556人與203人；人口密度最高與最低的村亦同，分別為每平方公里1,044人與124人。與嘉義縣其他地區相同，六腳鄉面臨嚴重人口老化與少子化的問題，2024年底六腳鄉人口的年齡結構中，幼年人口佔比約為5.49%，壯年人口佔比約為64.74%，老年人口佔比約為29.77%，老化指數約為541.92%，是嘉義縣幼年人口比例最低、老化指數最高的鄉鎮。

## 政治

### 歷任首長
| 任次 | 姓名   | 黨籍       | 任職期間                       | 備註     |
| ---- | ------ | ---------- | ------------------------------ | -------- |
| 1    | 黃遜卿 |            |                                |          |
| 2    | 侯焜   |            |                                |          |
| 3    | 呂憲發 |            |                                |          |
| 4    | 侯伯勳 |            |                                |          |
| 5    | 黃樹林 |            |                                |          |
| 6    | 黃樹林 |            |                                |          |
| 7    | 廖榮宗 |            |                                |          |
| 8    | 廖榮宗 |            |                                |          |
| 9    | 黃天啟 |            | 1982年3月1日～1986年2月28日    |          |
| 10   | 黃天啟 |            | 1986年3月1日～1990年2月28日    |          |
| 11   | 吳昭輝 |            | 1990年3月1日～1993年2月20日    | 任內過世 |
| 補選 | 楊再興 | 中國國民黨 | ～1994年2月28日                |          |
| 12   | 楊再興 | 中國國民黨 | 1994年3月1日～1998年2月28日    |          |
| 13   | 廖正雄 | 中國國民黨 | 1998年3月1日～2002年2月28日    |          |
| 14   | 廖正雄 | 無黨籍     | 2002年3月1日～2006年2月28日    |          |
| 15   | 黃錦成 | 民主進步黨 | 2006年3月1日～2010年2月28日    |          |
| 16   | 黃錦成 | 民主進步黨 | 2010年3月1日～2014年12月24日   |          |
| 17   | 陳川崎 | 民主進步黨 | 2014年12月25日～2018年12月25日 |          |
| 18   | 陳川崎 | 民主進步黨 | 2018年12月25日～2022年12月25日 |          |
| 19   | 黃鉦凱 | 民主進步黨 | 2022年12月25日                 | 現任     |

### 鄉政組織

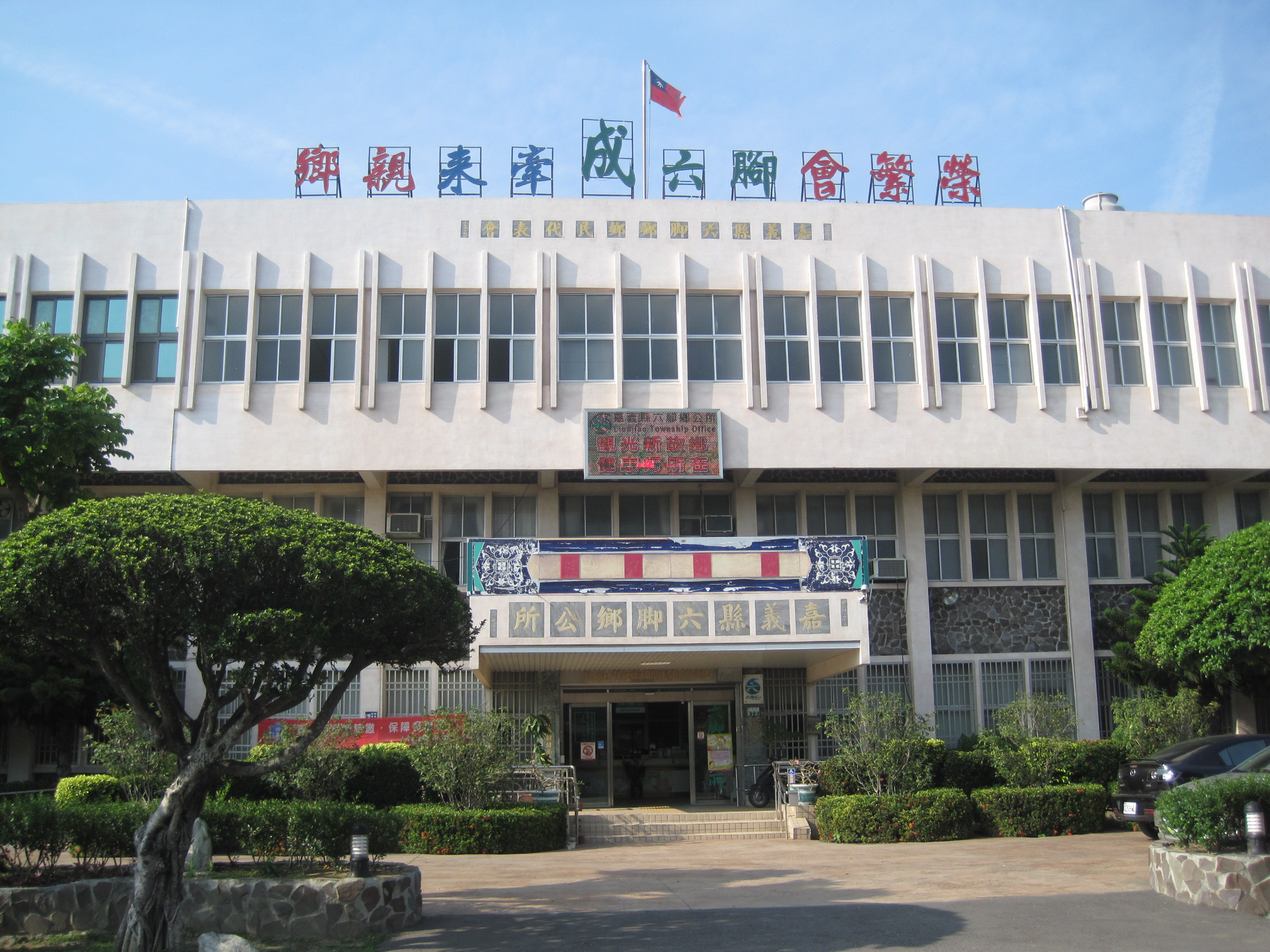
嘉義縣六腳鄉公所

六腳鄉公所是六腳鄉最高層級的地方行政機關，在中華民國政府架構中為鄉自治的行政機關，同時負責執行縣政府及中央機關委辦事項，六腳鄉的自治監督機關為嘉義縣政府。鄉長由全體鄉民直接選舉產生，任期為四年，可連選連任一次。六腳鄉公所並置鄉政會議，為鄉政最高決策機構，在鄉長之下，設有5課3室等8個內部單位及3個附屬機關。
六腳鄉民代表會是六腳鄉的最高民意機關，代表六腳鄉全體鄉民立法和監察鄉政。鄉民代表由公民直選選出，任期為四年，可連選連任。六腳鄉民代表會共有11位鄉民代表，分別為第一選區5席鄉民代表、第二選區4席鄉民代表、第三選區2席鄉民代表，主席、副主席由11位鄉民代表互選產生。

### 行政區
- 三義村、古林村、崩山村、溪厝村、豐美村
- 工廠村、正義村、魚寮村、蒜東村、雙涵村
- 六斗村、永賢村、崙陽村、蒜南村、蘇厝村
- 六南村、竹本村、港美村、蒜頭村、灣北村
- 六腳村、更寮村、塗師村、潭墘村、灣南村

### 警政治安
- 嘉義縣警察局朴子分局
  - 六腳分駐所
  - 六家派出所
  - 北美派出所
  - 六美派出所
  - 永竹派出所

## 宗教

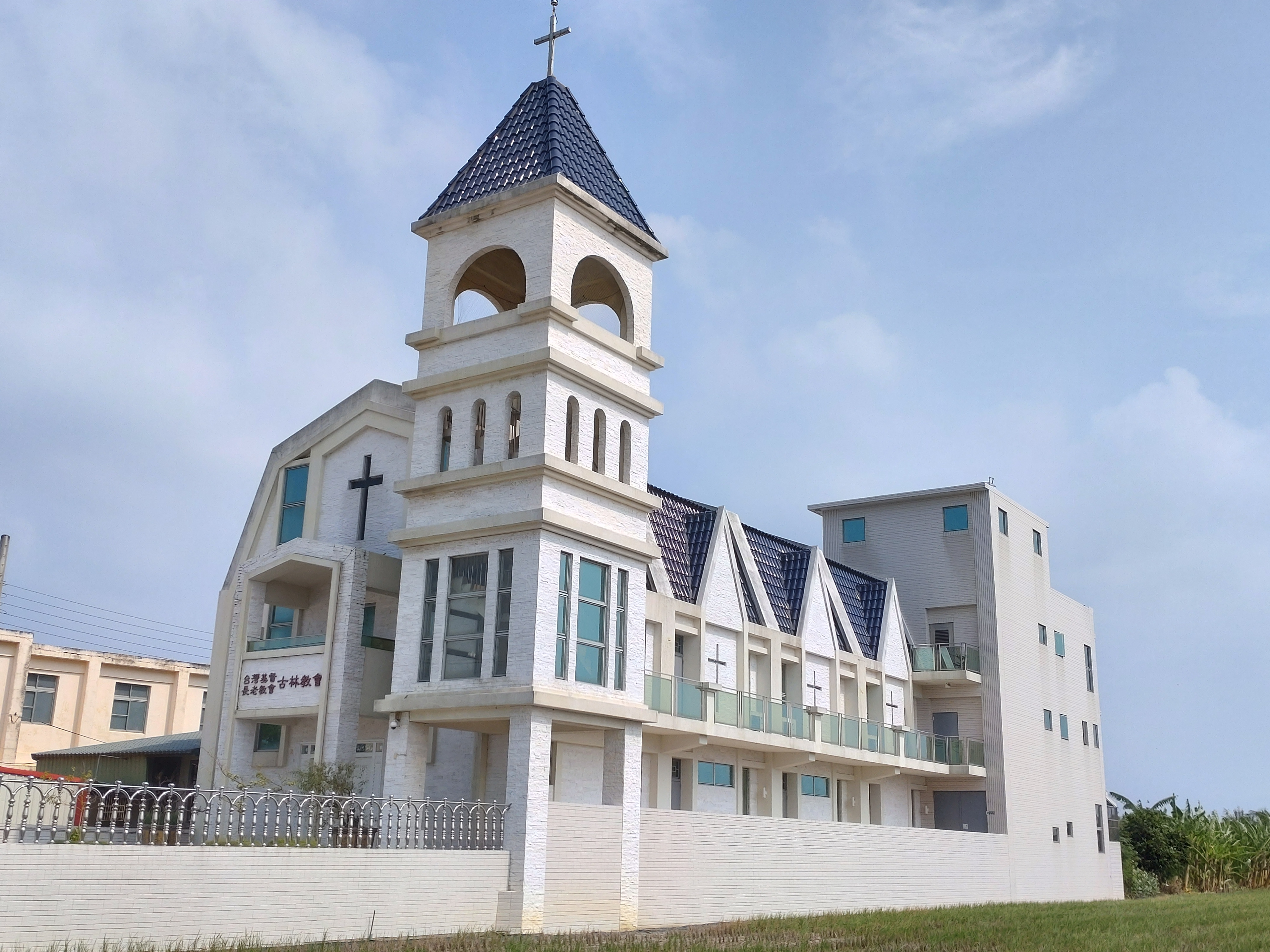
六腳鄉基督信仰中心——古林教會

- 古林教會：位於古林村162-2號，建於1961年，母會為百年朴子教會，為六腳鄉及東石鄉東部的基督信仰中心，初始會友多為朴子教會移籍而來，免除鄉親前往朴子聚會之舟車勞頓。
- 蘇厝朝安宮：位於六腳鄉蘇厝村1鄰蘇厝寮84號之11，崙山衍派蘇厝寮十五世祖蘇祖白（號玉開）出生於清康熙四四年（1705年）歲次乙酉年蘇厝寮庄之頂寮，祖父蘇懋德攜父蘇開培及伯父等於1685年來台落腳於笨港蘇厝寮開墾。另一支系為蘇氏阜陽衍派蘇澤承（另一說澤恩）於1665年由台南直加弄帶一姚姓先到蘇厝寮落腳，今尚有姚厝部落，期間所謂〝大庄〞遭洪水沖毀莊散，蘇澤承一支不知所終。蘇厝寮開台祖蘇懋德係崙山衍派蘇厝開台祖，其墓尚在六腳鄉公墓保持完整由崙山子弟祭掃中[14]。
- 大庄五福宮：位於六腳鄉蘇厝村六鄰蘇厝寮143-10號，主祀天僊伍帝、合祀玄天上帝、天上聖母、福德正神。最初奉祀玄天上帝，後來因港溪流來一塊材，庄民感為奇觀而陸續雕塑成五尊五福大帝金身奉祀，日大正四年（1915年）九月，廟宇破損，乃境內仕紳蘇貓腳、蘇乞、蘇財等發起捐金九百餘銀元，大改修築一次，於戰後，庄民有鑒及此，極力提議重興，乃由大庄選出王清池、姚上崙、吳木、扶朝里選出蘇東賢、蘇火坑、姚圓及鹽水埔選出蘇池、郭烏魚、蘇東義等成立重建委員會，分層負責籌建事宜，經費來源由廟有公地放領股金三萬餘元，於民國四十八年（1959年）十月二十八日，拆舊廟修繕，至民國四十九年(1960年)四月十二日完竣工，直至民國九十一年（2002年）經過幾次重建，廟宇組織型態以管理人制，選任方式由信徒大會選舉產生，目前的管理委員是蘇富雄。
- 潭墘池王廟：初建立於清光緒18年（1892年），主祀池府千歲，同祀清水祖師、福德正神、太子元帥、三城隍、司命灶君。
- 蒜南永安宮：位於六腳鄉蒜南村蒜頭399號，主祀邢府大人，合祀池府千歲、觀世音菩薩，係由黃姓祖先由大陸福建泉州府同安縣十八都迎入奉祀，是蒜南村庄之開基祖神。
- 港尾寮紫極殿：港尾寮紫極殿：主祀神明：北極玄天上帝。陪祀神明：趙元帥、康元帥、同祀神明：五府千歲、鄭府先師、金府元帥、包府千歲、金府千歲、觀音菩薩、福德正神、十八羅漢、三太子、五公子、三公子。 港尾寮的開發始祖黃理公遠從祖籍故鄉福建省泉州府南安縣羅東埔心村朝雲殿求得鄭府仙師香火，其弟黃晃公也祈得鄭府仙師香火，各負於身，祈求神明保佑，渡海來台能夠平安順利，一帆風順，西元1775年（清‧乾隆四十年乙未）相偕渡海來台，一切平安順利，來到港尾寮時，當時尚是一片荒蕪，雜草蔓生，兄弟乃決定墾荒闢地，逐定居於此，並供奉香火晨昏朝拜，保佑鄉境平安。後又有漢學教師從故鄉攜其玄天上帝香火膜拜，後將各神尊雕成神像繼續朝拜，後黃晃後代奉神旨又雕李府千歲一尊，其間日本統治台灣希望消滅漢人文化，禁止人民拜漢人神像，下令將神尊交出撥糞後銷毀，村人將神像藏起來偷偷膜拜，並於台灣光復後興建廟宇供奉，並命名為『紫極殿』。一般上帝公廟稱北極殿，稱「紫」極殿有黃氏紫雲之義。
- 東營大將軍廟：位於六腳鄉六南村167號之1，祭祀是六腳順天宮的五營神將之一，建築為全臺灣最大營頭。
- 公舘娘媽堂: 位於六腳鄉灣南村灣內8號，創建於清嘉慶八年（1803年），主祀娘媽，屬有應公信仰。清光緒年間，附近地區連遭幾次牛瘟，居民每次求助娘媽，都獲靈驗驅逐疫病，居民的信奉遂深，祀堂的規模也發展成一中型廟宇，神格也升格為角頭神明。每逢祭典，善信除隆重祭祀，更有長達半個月以上的野台戲酬謝娘媽演出。[15]
- 鳳山宮: 位於六腳鄉灣北村灣內191號，創建於清道光十五年（1835年），主祀武德尊侯（沈世紀），又稱相公，是陳姓之祖佛，據傳是先民自福建泉州南安縣十八都鳳山頭來臺開墾時所攜帶的保護神。原奉祀於民宅，清朝道光十五年（1835）在地方士紳陳總鎮、陳烏番等發起鳩金創立廟宇於現址，取名鳳山宮。[16]
- 糖廠配天宮: 位於六腳鄉工廠村蒜頭糖廠122號，創建於大正十年（1921年）[17]，主祀媽祖，被稱為「會社媽」。

## 教育

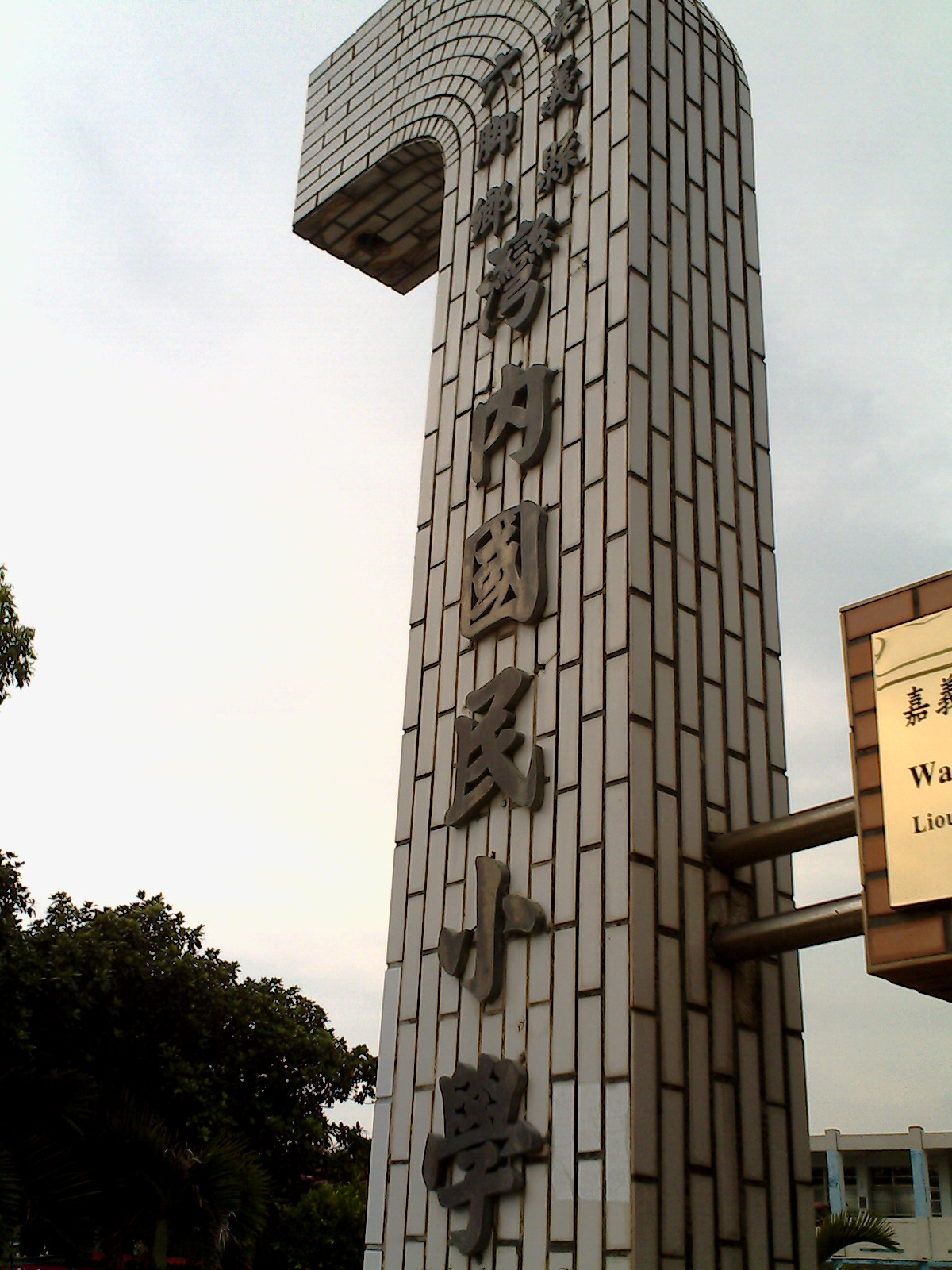
位於六腳鄉灣內的灣內國民小學

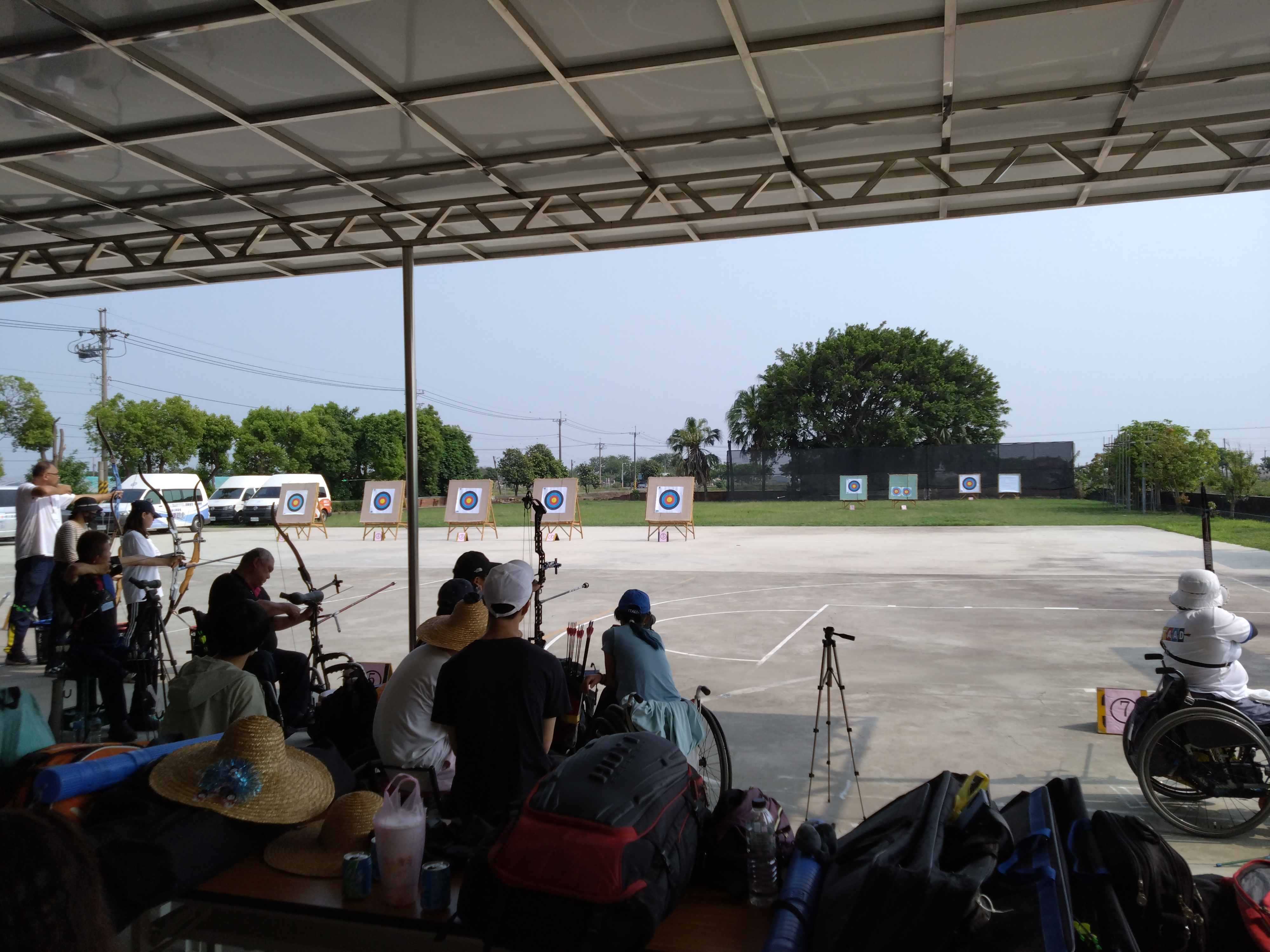
位於六腳鄉崩山村的六腳國小崩山分班原址，現在已轉作他用，圖中正在舉行脊髓損傷者射箭比賽。

### 教育簡史
- 1911年4月15日，創立蒜頭公學校，為本地新式教育之始。
- 1918年4月1日蒜頭公學校設立六腳佃分校。
- 1920年4月1日蒜頭公學校設立六斗尾分校，5月1日蒜頭公學校六腳佃分校獨立為六腳佃公學校。
- 1921年4月1日蒜頭公學校設立灣內分教場，4月18日六腳佃公學校改稱六腳公學校。
- 1923年4月1日蒜頭公學校六斗尾分校獨立為六斗尾公學校，灣內分教場改為分校 。
- 1940年4月1日蒜頭公學校灣內分校獨立灣內公學校。
- 1941年4月1日蒜頭公學校改稱蒜頭北國民學校，六腳公學校改稱六腳國民學校，灣內公學校改稱灣內國民學校。
- 1942年4月1日六腳公學校設立共榮分教場。
- 1945年10月25日蒜頭北國民學校改稱為蒜頭國民學校，六斗尾公學校改稱六斗尾國民學校。
- 1946年1月27日
  - 蒜頭國民學校改稱為六腳鄉第二國民學校。
  - 六斗尾國民學校改稱為六腳鄉第三國民學校。
  - 六腳公學校共榮分教場獨立為六腳鄉第五國民學校。
- 1947年3月1日
  - 六腳鄉第二國民學校改稱為蒜頭國民學校。
  - 六腳鄉第三國民學校改稱六美國民學校。
  - 六腳鄉第五國民學校改稱更寮國民學校。
- 1947年9月1日六腳國民學校於竹仔腳設立新生分校。
- 1947年10月1日，臺灣糖業有限公司於蒜頭糖廠成立臺糖公司第九小學，旋及於兩年後改稱蒜南代用國民學校。
- 1954年1月12日六腳國民學校新生分校獨立為新生國民學校。
- 1956年六美國民學校設立北美分校。
- 1957年六美國民學校設立三義分班，9月1日六腳國民學校設立崩山分校暨魚寮分班。
- 1959年8月六美國民學校北美分校獨立為北美國民學校。
- 1964年4月嘉義縣立玉山初中於本鄉設立分部，暫借蒜頭國民學校上課，同年獨立設校為嘉義縣立六嘉初級中學，遷入現址。
- 1968年8月實施九年國民教育，國民學校改稱國民小學，初級中學改稱國民中學。蒜南代用國校改稱蒜南國小。
- 1991年8月，六腳國小魚寮分班裁撤。
- 2003年，六合國中併入六嘉國中，並於翌年廢校。
- 2005年8月，蒜南國小併入蒜頭國小為蒜南分校。
- 2006年8月1日，蒜頭國小蒜南分校、六美國小三義分班裁撤，新生國小併入六腳國小為新生分校。
- 2011年8月1日六腳國小崩山分班轉型整併入六腳國小。
- 2017年8月1日六腳國小新生分校轉型整併入六腳國小。

### 各級學校
國民中學
- 嘉義縣立六嘉國民中學

國民小學
- 嘉義縣六腳鄉蒜頭國民小學
  - 潭墘分校
- 嘉義縣六腳鄉六腳國民小學
  - 新生分校
- 嘉義縣六腳鄉六美國民小學
- 嘉義縣六腳鄉灣內國民小學
- 嘉義縣六腳鄉更寮國民小學
- 嘉義縣六腳鄉北美國民小學

## 交通

### 公車資訊
- 嘉義縣公車處
  - 105 大雅站－高鐵嘉義站－溪厝村
  - 106 嘉義－高鐵嘉義站（台灣好行故宮南院線）
  - 7303 嘉義－雙溪口－長庚紀念醫院
  - 7307 梅山－溝背－北港
  - 7320 嘉義－新埤－雙溪口
  - 7325 嘉義－北港
  - 7326 嘉義－雙溪口－朴子
  - 幸福六腳1路 高鐵嘉義站－高鐵嘉義站

- 嘉義客運
  - 7201 嘉義－月眉潭－北港
  - 7202 嘉義－民雄－北港
  - 7217 嘉義－蒜頭
  - 7225 朴子－海埔地
  - 7231 朴子－六腳－北港
  - 7235 北港－故宮南院－高鐵嘉義站

### 公路
- 台19線：雲林縣北港鎮－嘉義縣六腳鄉－朴子市
- 縣道145號：雲林縣北港鎮－嘉義縣六腳鄉
- 縣道157號：新港鄉－六腳鄉－朴子市
- 縣道159號：六腳鄉－新港鄉－太保市
- 縣道164號：雲林縣北港鎮－嘉義縣六腳鄉－新港鄉
- 縣道166號：東石鄉－六腳鄉－新港鄉

## 旅遊
- 蒜頭糖廠
- 王得祿墓
- 風車的故鄉
- 北港觀光大橋
- 朴子溪苦楝花隧道
- 朴子溪黃花風鈴木隧道
- 大庄五福宮舊址

## 特產
- 綠蘆筍
- 麻油
- 苦茶油
- 花生
- 花椰菜
- 大白菜
- 甘藍菜
- 玉米
- 高粱
- 蒜頭餅
- 洋蔥
- 青花菜

## 外部連結
- 六腳鄉公所
- 正義村風車的故鄉